# باربارا کوپیستی
باربارا کوپیستی (ایتالیایی: Barbara Cupisti؛ زادهٔ ۲۴ ژانویهٔ ۱۹۶۲) کارگردان فیلم، بازیگر و فیلم‌نامه‌نویس اهل ایتالیا است. وی از سال ۱۹۸۲ میلادی تاکنون مشغول فعالیت بوده‌است.
از فیلم‌ها یا برنامه‌های تلویزیونی که وی در آن نقش داشته‌است، می‌توان به ترس از صحنه، فقط تو، کلید و اپرا اشاره کرد.